# Municipio de Bluffton (Minnesota)
El municipio de Bluffton (en inglés: Bluffton Township) es un municipio ubicado en el condado de Otter Tail en el estado estadounidense de Minnesota. En el año 2010 tenía una población de 479 habitantes y una densidad poblacional de 5,61 personas por km².

## Geografía
El municipio de Bluffton se encuentra ubicado en las coordenadas 46°30′11″N 95°12′27″O / 46.50306, -95.20750. Según la Oficina del Censo de los Estados Unidos, el municipio tiene una superficie total de 85.32 km², de la cual 85,19 km² corresponden a tierra firme y (0,15 %) 0,13 km² es agua.

## Demografía
Según el censo de 2010, había 479 personas residiendo en el municipio de Bluffton. La densidad de población era de 5,61 hab./km². De los 479 habitantes, el municipio de Bluffton estaba compuesto por el 97,91 % blancos, el 0,21 % eran afroamericanos y el 1,88 % eran de una mezcla de razas. Del total de la población el 1,04 % eran hispanos o latinos de cualquier raza.